# Dharawal-Nationalpark
Der Dharawal-Nationalpark (englisch Dharawal National Park) ist ein 65 km² großer Nationalpark in New South Wales, Australien, etwa 65 km südwestlich von Sydney und 35 km nordwestlich von Wollongong. In diesem Gebiet waren Aborigines vom Stamm der Dharawal beheimatet, noch heute sind im Park Axtspuren, Felszeichnungen und Bilder erhalten.

## Geschichte
Das Gebiet des heutigen Nationalparks ist bereits vor 70 Jahren von der Sydney Catchment Authority als Wasserschutzgebiet ausgewiesen worden. Die damit verbundenen Nutzungsbeschränkungen haben die Landschaft weitgehend in ihrem ursprünglichen Zustand erhalten. 1996 wurde das Gebiet zur State Recreation Area erklärt, bevor es im März 2012 zum Nationalpark wurde. Es darf jedoch nach wie vor auf dem Gebiet des Nationalparks unterirdisch Kohle abgebaut werden, zwei Genehmigungen für BHP Coal sind am westlichen Rand des Parks noch gültig.

## Flora und Fauna
Der Dharawal-Nationalpark ist Teil des Sydneybeckens, in dem der O’Hares Creek und der Stokes Creek sich tief in das Hawkesbury-Sandstein-Plateau geschnitten haben. Die Vegetation reicht von hohen Eukalyptuswäldern über niedriges Waldland bis hin zu windgepeitschten Heidelandschaften. Daneben gibt es kleine Bereich mit Lorbeerwald und sumpfige Gebiete. Über 500 Pflanzenarten sind im Nationalpark beheimatet und im Einzugsgebiet des O’Hares Creek leben 17 Arten die als gefährdet, selten oder bedroht eingestuft sind. Daneben leben eine Vielzahl von gefährdeten Tieren im Park. Besonders die Sümpfe bieten ein Habitat für Sumpfwallabys, das östliche Bergkängurus, Raubbeutler, Weißaugen-Honigfresser, Frösche, Flusskrebse und viele Insektenarten.